# Togakure Ryū
Togakure ryū es una escuela tradicional (ryuha) de ninjutsu. Según sus torimaki (pergaminos) fue fundada hace 900 años por Daisuke Nishina, samurái que había aprendido shugendo (arte marcial de los yamabushi, monjes ascetas guerreros de las montañas) y practicado hakuun ryu ninjutsu con Kagakure Doshi. Dentro del bagaje técnico de esta escuela se incluía un conjunto de armas llamado Yon-yon-po Hiden ("los cuatro secretos"), que consistía en: Senban Shuriken, Shuko y neko, Shinodake (un tubo usado como snorkel o como cerbatana) Kyoketsu shoge, arma ninja consistente en un filo similar a una hoz a cuyo extremo del mango se unía una cuerda de gran longitud, que terminaba en un pesado anillo de metal, y el Taijutsu, sistema de combate basado en el empleo de todo el cuerpo, con raíces que algunos autores señalan próximas al jujutsu tradicional japonés. 

## Historia
Una de las teorías sobre los orígenes de este ryuha (escuela antigua) sostiene que Togakure Ryu tiene sus principios en los refugiados que venían de China, escapando de las continuas guerras en la dinastía T’ang. Jefes guerreros tales como Cho Busho, Yo Gyokko e Ikai se refugiaron en las escarpadas montañas de la zona de Iga, ingresando probablemente por la península de Kii (sudeste de la actual Kioto).
Estos personajes traían consigo conocimientos varios en el terreno de la estrategia militar como así también el saber esotérico y místico del Tíbet y la China .Con el tiempo, estos conocimientos se fueron mezclando con los de los nativos del lugar.
Básicamente se conoce a Ikai como el principal eslabón en los comienzos del desarrollo del Iga Ryu. El General Ikai se había ocultado en una cueva en el monte Takeo en Iga. El mismo, habría introducido varios conocimientos en estrategia militar y artes de lucha (Hicho Kakure gata ) en aquella zonas del Japón.
Daisuke Nishina, un samurái perdedor de una batalla (1180) escapo por Japón a buscar refugio y llegó a las montañas de Iga. Aquí tuvo lugar uno de sus encuentros con el monje-guerrero conocido como Kain Doshi o Kagakure Doshi.
Hasta ese momento Daisuke, no había cuestionado su condición de Samurái; pero ese encuentro, junto con el sistema de entrenamiento que Kain Doshi le había enseñado, comenzó a descubrir una nueva forma de autoconocimiento, tácticas y estrategias militares, utilización de los elementos naturales, entre otros muchos conocimientos.
Después de esto, se cree que Daisuke Togakure regresa con su nueva forma de vida. Como se acostumbraba en la antigüedad, toma el nombre de Togakure (actual Togakushi, prefectura de Nagano), su lugar de nacimiento. Desde aquellos tiempos aun existe en el poblado de Togakushi, la secta de Budismo Tendai Shugendo a la que perteneció Daisuke. Kagakure Doshi fue alumno de Hakuun Doshi, que fue un ninja de Hakuun Ryu. Esta fue otras de las escuelas que tuvo sus comienzos en la misteriosas montañas de Iga. Se cree que Togakure Ryu Ninpo nace a partir de la unión de las técnicas de Kagakure y el Shugendo, unificadas por Daisuke Nishina. El segundo Soke, Minamoto no Kanesada Shima Kosanta era vasallo de un samurái llamado Kiso Yoshinaka. Este era General en el ejército de los Minamoto, quienes se convirtieron en los primeros shōgun hereditarios (1185 ) del Japón. Cuando Shima tenía 16 años peleo contra la familia Taira, que eran los principales rivales de los Minamoto. La batalla (1184) tuvo lugar en Awazu, y Yoshinaka estaba del lado perdedor. Se cree que Shima fue herido en batalla y escapó a una de las áreas montañosas cercanas al campo de batalla. Aquí lo encontró Kagakure Doshi y juntos escaparon a Iga. Se dice que Daisuke lo adoptó y cuidó. Ambos Daisuke y Shima trabajaron juntos.
Togakure Ryu no se sistematizo sino hasta tres generaciones después de que Daisuke Nishina Togakure lo iniciara. Tampoco tiene una fecha específica de fundación como otros ryuha del antiguo Japón. Se reconoce a Goro Togakure (3° Soke) como quien formó oficialmente a la familia Togakure y lo insertó en el sistema de Ninjutsu que conocemos ahora. El último sucesor directo de esta casta de Guerreros es Masaaki Hatsumi (34° Soke de Togakure Ryu y fundador de Bujinkan Dojo). Hatsumi recibió la tradición completa de la escuela, de la mano de su maestro y mentor Toshitsugu Takamatsu (33° Soke), el cual a su vez fue discípulo de Shinryuken MasamitsuToda (32° Soke). Shinryuken Masamitsu Toda fue el abuelo de Takamatsu, también se cree que es descendiente de Hakuunsai Tozawa (primer Sôke Gyokko Ryu). A mediados del siglo XIX, fue Maestro de Bikenshin Ryu (escuela de espadas) para el shogunato de Tokugawa, el mismo renunció a este cargo porque sus enseñanzas eran utilizadas para matar a otros Japoneses; pues tal acto rompía con uno de los preceptos de Togakure Ryu. La familia Toda es muy interesante para la Bujinkan, ya que también fueron activos participantes en la historia de la zona de Iga. En el siglo XVII se unieron desde Toda Seiryu Nobutsuna los siguientes ryu ha : Gyokko Ryu, Kotto Ryu, Kumogakure Ryu, Togakure Ryu y Gyokushin Ryu.

## Conceptos Filosóficos
Las enseñanzas de la escuela TOGAKURE son:
- “La violencia debe ser evitada y NINPO es BUJUTSU”.
- “Emplear el sable solo para la paz y para la defensa del país, la familia y la Naturaleza”.

## San-po Hiden
Los tres tesoros confidenciales de Togakure Ryu
1. Senban Shuriken - Estrella arrojadiza de cuatro puntas. Es parecida a una herramienta usada por los carpinteros llamada kugi-nuki. La cultura popular la considera un arma letal, sin embargo es un arma distractora, se usa para asustar o distraer al enemigo y permitir el escape del ninja.
2. Shuko - Conocido como "garras para trepar", se usaron frecuentemente en manos y pies tanto para escalar como para el combate, es un instrumento capaz de generar lesiones muy serias. Están hechos de bandas de metal que rodean la mano y la muñena o el pie y están ajustadas por correa de cuero. también es conocido como Tegaki.
3. Shindake - Es un tubo de bambú de aproximadamente 1.20 m de largo, se usa como un tubo de respiración para avanzar bajo el agua y también como cerbatana.

## Happo Bikenjutsu
Los Nueve niveles de entrenamiento:
1. Taijutsu (técnicas sin arma, esquivas, caídas, desplazamientos), Hichojutsu (técnicas de salto) y Nawawaza (técnicas  de escalar con cuerda).
2. Kempo (técnicas de golpes de puño, mano abierta, y patadas), Koppojutsu (rotura de huesos) y Jutaijutsu (lanzamientos, luxaciones).
3. Sojutsu (lanza) y Naginatajutsu (alabarda).
4. Bojutsu (bastón 1,80 m), Jojutsu (bastón 1,40 m), Hanbojutsu (bastón 0,90 m), tambojutsu (bastón 0.30 m), yawarajutsu (rodillo 5 - 8 cm).
5. Seban Nage, Ken Nagejutsu y Shurikenjutsu (lanzamiento de hojas afiladas).
6. Kajutsu (técnicas de empleo de fuego) y Suijutsu (técnicas de natación).
7. Chikujo, Gunryaku Hyoho. (estrategia y planificación)
8. Oshinjutsu (estrategia basada en los cinco elementos).
9. Kenjutsu (sable), Kodachi (sable corto), Juttejutsu (porra - tridente empleado contra el sable), y Tessenjutsu (abanico de hierro).

## Bugei Ju Happan
Las 18 habilidades guerreras del ninja Togakure
1. Taijutsu: combate desarmado. Se divide en Koshijutsu (golpeos a zonas sensibles) y Koppojutsu (rotura de huesos).
2. Kenpo/Ninja Ken: esgrima de sable, incluyendo el ninjato o shinobigatana.
3. Bojutsu: técnicas de lucha con los bastones de diversos tamaños.
4. Shuriken Jutsu: lanzamiento y empleo de láminas afiladas de metal.
5. Kusarigama: hoz japonesa con cadena y contrapeso en el extremo.
6. Yari: lanza
7. Naginata: especie de alabarda en forma de espada curva con asta muy larga.
8. Bajutsu: equitación y lucha a caballo.
9. Suiren: lucha y combate en el agua.
10. Kayakujutsu: fabricación y empleo de la pólvora y los explosivos.
11. Bo Ryaku / Kyojitsu Tenkan Ho: estrategia / formas de engaño intercambiando lo verdadero y lo falso.
12. Cho Ho: espionaje.
13. Shinobi Iri: ocultación.
14. Inton Jutsu: infiltración.
15. Henso Jutsu: caracterización, interpretación y disfraces.
16. Ten Mon: meteorología.
17. Chi Mon: geografía.
18. Seishin Teki Kyoyo: desarrollo espiritual.

Es importante destacar que la prueba del 5º Dan (Sakki test), aparecen en los pergaminos de esta escuela y solamente puede ser tomada por el Sôke, aunque Hatsumi Sensei está permitiendo que sea tomado por algunos Shihanes. En los tiempos pasados se realizaba con una espada real. El Sôke se para atrás del estudiante que se coloca en seiza, se entona con los Dioses y emite la intención real de matar; en ese instante descarga su fukuro shinai sobre el cuerpo del estudiante el cual debe salir rodando para no ser tocado por el ataque. Esto es una conexión entre el Sôke y el alumno; en donde intervienen entre otras cosas el consciente, el subconsciente, los Dioses (Kami) y el poder del Sôke. Percibir la intención de matar, es solo un instante, el Sôke es quien hace que el postulante resista y pase esta prueba.

## Denkei 傳系
Lista de Soke (herederos de la tradición marcial) de la línea del Togakure Ryu
1. 戸隠大助 Togakure Daisuke (Oho era 1161)
2. 志摩小三太源兼定 Shima Kosanta Minamoto no Kanesada (1180)
3. 戸隠五郎 Togakure Goro (1200)
4. 戸隠小三太 Togakure Kosanta
5. 甲賀鬼三太 Koga Kisanta
6. 金子友春 Kaneko Tomoharu
7. 戸隠龍法 Togakure Ryuho
8. 戸隠岳雲 Togakure Gakuun
9. 木戸小石 Kido Koseki
10. 伊賀天龍 Iga Tenryu
11. 上野利平 Ueno Rihei
12. 上野千里 Ueno Senri
13. 上野万二郎 Ueno Manjiro
14. 飯塚三郎 Iizuka Saburo
15. 沢田五郎 Sawada Goro
16. 大猿一平 Ozaru Ippei
17. 十又八郎 Kimata Hachiro
18. 片岡平座衛門 Kataoka Heizaemon
19. 森宇源太 Mori Ugenta
20. 戸田五兵衛 Toda Gogei
21. 神戸青雲 Kobe Seiun
22. 百地幸兵衛 Momochi Kobei
23. 戸張典善 Tobari Tenzen
24. 戸田盛柳信綱 Toda Seiryu Nobutsuna (Kwanyei era 1624-1644)
25. 戸田不動信近 Toda Fudo Nobuchika (Manji era 1658-1681)
26. 戸田観五郎信安 Toda Kangoro Nobuyasu (Tenna era 1681-1704)
27. 戸田英三郎信正 Toda Eisaburo Nobumasa (Hoyei era 1704-1711)
28. 戸田新兵衛正近 Toda Shinbei Masachika (Shotoku era 1711-1736)
29. 戸田新五郎正良 Toda Shingoro Masayoshi (Gembun era 1736-1764)
30. 戸田大五郎近秀 Toda Daigoro Chikahide (Meiwa era 1764-1804)
31. 戸田大三郎近繁 Toda Daisaburo Chikashige (Bunkwa era 1804)
32. 戸田真竜軒正光 Toda Shinryuken Masamitsu (b. 1824 - d. 1909)
33. 高松寿嗣翊翁 Takamatsu Toshitsugu Uoh (b. 1887 - d. 1972)
34. 初見良昭 Masaaki Hatsumi (b. 1931 – presente)
35. 筒井巧' Tsutsui Takumi (b.1965- presente)

## Crítica de veracidad histórica
Un Togakure-ryū moderno y varias escuelas teóricamente históricas son enseñadas por Masaaki Hatsumi (sucesor de Takamatsu) y por la organización Bujinkan. Han surgido críticas sobre la veracidad histórica del linaje de Bujinkan a raíz de las declaraciones en el Bugei Ryūha Daijiten:
- La edición de 1978 del Bugei Ryūha Daijiten declara que 'la genealogía del Togakure-ryū de Takamatsu recurre a la modificación y embellecimiento para referirse a los datos y kuden, sobre personas cuya existencia se basa en la tradición y documentos escritos, para hacer parecer a la escuela más antigua de lo que realmente es"[4]
- La edición de 1969 del Bugei Ryūha Daijiten declara que 'la genealogía del Togakure-ryū de Takamatsu es una genealogía recientemente creada por el mismo Takamatsu Toshitsugu, quien hizo uso de (se aprovechó de) la popularidad de documentos escritos sobre ninjutsu tras la era Taishō' y que 'hay muchos puntos donde se han modificado y embellecido, haciendo que personas, cuya existencia real se basa en registros escritos, más vieja de lo que realmente era, resultando un producto de trabajo considerable'.[5]
- La edición de 1963 del Bugei Ryūha Daijiten declara que 'la genealogía del Togakure-ryū de Takamatsu hace referencia a varios registros escritos y transmisiones orales y que hay muchos puntos y elementos modificados y embellecidos, así como muchas personas añadidas para hacer parecer que el linaje es más antiguo de lo que realmente es'.[6]

Pese a la historicidad indiscutible de varias escuelas de Bujinkan (como Takagi Yoshin Ryu o Kukishinden Ryu) existen numerosas críticas y sospechas sobre la veracidad histórica de otras escuelas, principalmente Togakure Ryu, que algunas fuentes externas señalan en la dirección contraria a las afirmaciones de la Bujinkan y de Masaaki Hatsumi.